# Озеро Учум
Озеро Учум — посёлок в Ужурском районе Красноярского края России. Административный центр Озероучумского сельсовета.

## География
Посёлок расположен в 30 км к югу от районного центра Ужур.
Посёлок расположен в 700 метров от озера с одноимённым названием Учум.

## История
Озеро Учум стало известным с XVIII века. Впервые обратил на него внимание общественности академик Паллас П. С., немецкий и русский учёный-энциклопедист, естествоиспытатель и путешественник, посетивший его в 1772 г.
Существует упоминание П. С. Палласа о том, что Гмелин И. Г. побывал на озере Учум (сочинение П. С. Палласа, стр. 455). Точное место работ установить невозможно, хотя в работе Вадецкой Э. Б. «К истории археологического изучения Минусинских котловин» (ИЛАИ № 6) на карте на стр. 94 показан маршрут И. Г. Гмелина и место раскопок в Ужурском районе. Маршрут этот, очевидно, реконструирован Клеменцем Д. А. в его «Карте Минусинского округа с указанием главнейших археологических памятников», хранящейся в архиве Красноярского краеведческого музея и дополненной позднее Адриановым А. В., включившим в неё некоторые свои материалы.
Характерен приводимый П. С. Палласом список названий географических объектов, встреченных им: Шереш (Сцерес) — нынешний Сереж; Сильгун (Сальгом) — Солгон; Узукисуль — Изыкчуль; Науджур — Ужур; Учюм — Учум (П. С. Паллас 1786: 447—451).
Слово «Учум» имеет тюркские корни. И действительно, в работе Махмуда аль-Кашгари «Диван лугат ат-турк» встречаем этнографические ссылки на название. Слово uzum (узюм — Виноград) в различных фонетических вариациях существует и в современных языках тюркской группы. И название «учюм» встречается в языке жёлтых уйгуров. Впоследствии слово перешло и в другие славянские и европейские языки, обозначая сушёный виноград.
После П. С. Палласа систематические научные раскопки в Минусинской котловине не проводились до 1847 г.
Известно, что в этот период в печати появляются описания поездок по разным районам Южной Сибири ряда путешественников, среди которых выделяются имена Спасского Г. И. и енисейского губернатора Степанова А. П. (Степанов 1997). Всю свою поездку А. П. Степанов описал в книге «Енисейская губерния», вышедшей в свет в 1835 г. и переизданной спустя почти 150 лет (1997 г.) 
А. П. Степанов комментировал: «Паллас, проезжая около сих мест, спрашивал: „Куда нужно продолжать путь, чтобы достигнуть ближайшего селения?“ Ему отвечали: „на Ужур“, то есть на р. Ужур, и он село того же имени назвал в путешествии своём Науджур. Подобные ошибки встречаются очень часто у Палласа. Над ним шутили без стыда; и если он действительно заслуживает величайшую благодарность по всем предметам, открытие коих зависело от собственных его сведений, то нельзя доверять ему в тех, которые почерпнул из рассказа других» (Степанов 1997: 23).
В 1847 г. Кастрен М. А. почти повторил маршрут П. С. Палласа и однозначно видел памятники в Ужурском районе. Он проехал от Ужура к Большому Озеру, а затем вернулся к горе Учум (Писаная 2) и озеру Учум, откуда последовал в Копьёво и южнее. Он первый исследователь, который дал в общих чертах информацию о наличии по пути курганных могильников, и он же обнаружил наскальные изображения на горе над озером Учум и дал подробное описание увиденных им сюжетов (фигуры людей, животных, сцены охоты, сосуды, знаки и пр.). Результаты поездки были опубликованы лишь в 1901 г. (Aspelin 1901). Данные по наскальным изображениям на горе Учум были учтены Сосновским Г. П. в его картотеке (Сосновский А-б/г: л.108). К сожалению, вероятнее всего, данные наскальные изображения погибли, так как в 2002 г. группа археологов (Вл. А. Семенов, М. Е. Килуновская, С. В. Красниенко, А. В. Субботин), проводивших полевые исследования по президентскому гранту в области культуры и искусства в рамках проекта «Охрана культурного наследия Северо-Западной части Минусинской котловины (петроглифы)», не обнаружили на всех открытых каменных плоскостях по склонам упомянутой горы каких-либо древних изображений за исключением одного тамгообразного знака. Однако, по устному сообщению начальника экспедиции Кемеровского университета Е. А. Миклашевич, ею были найдены остатки изображений на скале к северу от озера Учум. Этот факт говорит о том, что вопрос о наскальных изображениях на озере Учум далёк от окончательного разрешения.
В 1864 г. профессор Гревингк Константин Иванович в приложении к трудам Северной экспедиции Российского географического общества «Геогностическое географическое путешествие Людвига Шварца по Минусинским окрестностям Восточной Сибири, 1864 год» отметил соленость воды озера Учум и наличие многочисленных источников, питающих данное озеро, однако он ни слова не говорит о его целебных свойствах: «Вода из подпочвы солонцеватых равнин или богатых солью степей стекает из засоленных пород и дает озеру свою соленость».
Первым ученым-медиком, посетившим озеро, был профессор Томского университета Буржинский Павел Васильевич, фармаколог, ординарный профессор кафедры фармакологии с рецептурой, токсикологией и учением о минеральных водах Томского университета. В 1892 г. он исследовал озеро и его воду. В сообщении о своей поездке Обществу врачей Енисейской губернии он указал: «…воду озера местные жители довольно широко применяют при различных накожных болезнях и ревматизме, и, по отзывам больных, целебная сила воды не уступает воде озера Шира». П. В. Буржинский впервые дал описание и грязей озера, указав на большое содержание в них сероводорода.
Постепенно известность озера росла, и в конце XIX века на нем стали лечиться не только местные жители, но и приезжие из других городов Сибири. С начала XX в. для питья стали использовать минеральную воду из родников, расположенных на южном и юго-восточном берегах. Эти родники были открыты больными: их воду называли «местным нарзаном».
В энциклопедическом словаре Брокгауз Ф. А. и Ефрон И. А. пишут: «Учум — целебное озеро Енисейской губернии, Ачинского уезда — расположено на Северо-Запад от деревни Копьевой. Вода озера употребляется при различных накожных болезнях, ревматизме и др. В 1901 году было до 40 посетителей-больных. Ил и грязь со дна озера отдают сильным серным запахом, на вкус вода серно-горько-соленая. Анализа до сих пор не было сделано».
Однако, трудно себе представить, чтобы целебные свойства озера не были известны местным жителям еще задолго до этих сообщений, хотя никаких официальных документов, подтверждающих данную гипотезу, обнаружить не удалось. Поэтому можно с уверенностью говорить, что вплоть до конца XIX века на это озеро никто не обращал внимание и его целебные свойства практически не использовались.
Первые официальные сведения о целебных свойствах озера Учум встречаются в трудах русского врача-бальнеолога, доктора медицины, профессора Бертенсона Л. Б. «Лечебные воды, грязи и морские купания в России и за границей» (1901) и в брошюре Турбабы Д. П. «К вопросу о составе Сибирских минеральных вод» (1904), где автор впервые приводит анализ химического состава воды озера Учум.
В эти же годы, по рассказам старожилов П. 3. Белякова и М. И. Семиной, впервые частными предпринимателями из Ужура, Копьева, Ачинска было начато строительство временных жилищ, пригодных к эксплуатации лишь в летнее время.
Впервые слово «курорт» по отношению к озеру Учум было сказано в 1902 году, когда в красноярской газете «Енисей» № 92 от 7 августа появилась заметка под названием «Новый курорт», где автор заметки сообщал, что, по легенде, целебные свойства озера Учум обнаружила больная, у которой был настолько сильный ревматизм ног, что больная могла ходить лишь при помощи костылей. Она отправилась на Учум, начала купаться и через неделю была здорова. О своем выздоровлении она сообщила ужурскому участковому врачу М. А. Смирнову. Последний горячо принялся изучать свойства озера и применять его воду при лечении. Оказалось, что вода озера Учум творит чудеса, особенно при лечении ран, ревматизма, золотухи, катаров и других внутренних и кожных болезней, а также прекрасно действует и на больных, страдающих расстройствами нервной системы. Свидетельств о существовании больной и доктора найти, увы, не удалось.
Несмотря на известность, в 1907 году, по сообщению студента-медика П. П. Солдатова, курорт Учум был небольшой и имел неприглядный вид. Ближайшее село Копьёво находилось в двенадцати верстах. Оно было заселено русскими крестьянами, которые доставляли курорту продукты. В 15-20 верстах от Учума около реки Чёрный Июс располагались Сулеков и Дайденов улусы, населенные татарами, которые, занимаясь скотоводством, снабжали больных кумысом по 25 копеек за бутылку. В целом с питанием дело обстояло довольно плохо. Продукты были дорогие, поступали нерегулярно и в небольшом ассортименте.
На территории курорта имелось 53 домика, в которых в летнее время размещалось до 150 больных. Дома были преимущественно деревянные, покрытые частью тёсом, а в большинстве — дёрном, без печей и полов. Имеющийся ванный корпус и баня, в которых больные принимали грязевые и рапные ванны, принадлежали частным предпринимателям Светлицкому и Боровкову. 
«При курорте маленький, плохой и грязный ванный корпус, похожий на стайку. Содержит ванны вольный предприниматель Боровков, а баня в руках предпринимателя Гусева», — писал П. П. Солдатов. 
Больные приезжали на курорт по собственной инициативе, добираясь по железной дороге до станции Итат или по Енисею до Новосёлова, а оттуда на лошадях. Плата от Новоселова до Учума на паре лошадей составляла по тем временам от 7 до 10 рублей. На курорте больные были предоставлены сами себе. Медицинский персонал отсутствовал, хотя на озеро приезжали лечиться больные самыми различными заболеваниями. 
Поездка на курорт из-за его отдаленности была трудной. Из путевых заметок Солдатова: «10 июля отправились на пароходе „Россия“ из Красноярска вверх по Енисею. По дороге остановились у мужского монастыря Скит. Здесь останавливаются и служат молебны все капитаны, когда идут вверх. На другой день пристали к Новоселову и далее ехали на нанятых лошадях. К концу второго дня пути на них и ночевкой в каком-то селе, преодолев 87 верст, благополучно прибыли на Учум».
На курорт ездили также на поезде до станции Ачинск и далее тоже на лошадях. Обычно путь занимал не менее четырех дней, а плата за проезд достигала десяти-двенадцати рублей, что по тем временам было большой суммой. Стоимость сдаваемых в аренду лучших комнат была тоже очень высокой — 40 рублей за сезон. Такая плата была по силам лишь состоятельным людям. Остальные селились в юртах, шалашах, землянка х, общее количество которых ежегодно росло.

## Население
| 2010 |
| ---- |
| 885  |

## Курорт «Озеро Учум»

Озеро Учум

Около посёлка Озеро Учум находится курорт «Озеро Учум».